# 錦標賽之都中心體育場
錦標賽之都中心體育場（英文：Tournament Capital Centre，簡稱TCC），為一個位於加拿大英屬哥倫比亞省湯普森-尼古拉地區甘露市湯普森河大學校區旁的市立運動中心。目前內部籃球場主場隊伍為「湯普森河群狼」（TRU Packwolf），內有籃球場、游泳池、田徑場、排球場、室外橄欖球場、草地曲棍球場和健身房。

## 資料來源
1. ↑  . www.tourismkamloops.com. （原始内容存档于2007-12-15）.
2. ↑  .   [2022-04-12]. （原始内容存档于2012-02-22）.